# Leptocentrus taiwanus
Leptocentrus taiwanus är en insektsart som beskrevs av Kato 1954. Leptocentrus taiwanus ingår i släktet Leptocentrus och familjen hornstritar. Inga underarter finns listade i Catalogue of Life.